# Синий автомобиль
«Синий автомобиль» (укр. Синій автомобіль) — одноактовый моноспектакль Алексея Вертинского, поставленный в Киевском Молодом театре режиссёром Игорем Славинским по одноимённой пьесе Ярослава Стельмаха.
Премьера спектакля состоялась 13 мая 1998 года на камерной сцене. По состоянию на октябрь 2021 года находится в актуальном репертуаре театра.

## Сюжет
В основе моноспектакля — исповедь Автора о непростой судьбе творческого человека. Монолог происходит на фоне поиска новой темы для очередного произведения.
Писатель работает над совершенно новым, оригинальным произведением, и сочинение сюжета происходит прямо во время монолога, местами фантазия заводит в глухой парадоксальный угол, в результате чего появляются ещё более запутанные сюжетные линии. Наравне с писательским оптом в будущий сюжет вплетаются и личные жизненные воспоминания. Синий автомобиль — яркий эпизод из детства.

## Действующие лица и исполнители
- Писатель «А» — Алексей Вертинский

## Создатели спектакля
- Автор: Ярослав Стельмах (пьеса «Синий автомобиль»)
- Режиссёр-постановщик: Игорь Славинский
- Сценография: Игорь Славинский
- Балетмейстер: Анжела Борисова
- Музыкальное оформление (пластинки): Эндрю Ллойд Уэббер

## Хронология спектакля
- 1998, 13 мая — Премьера спектакля
- 2008, 13 мая — 10-летие спектакля[3]

## История создания
От замысла до постановки спектакля прошло три года, прежде чем режиссёр Игорь Славинский добился своего — воплотил постановку в жизнь.
Годы спустя в интервью Алексей Вертинский вспоминает, что изначально был совершенно против постановки этой пьесы, она ему казалась «переделкой задорновских фельетонов», чём говорил и драматургу и художественному руководителю театра Станиславу Моисееву. Предпремьерное ощущения актёра формулировалось: «один час позора — и вернусь к своей прежней жизни». Однако реакция зрителей была совершенно иной.
Премьера состоялась на зрительный зал, состоящий из творческой элиты Киева (Богдан Ступка, Данченко и много других). Для Вертинского это был серьезный экзамен, поскольку на тот момент в киевском театральном мире за его плечами была лишь роль Сганареля в постановке мольеровского «Дон Жунана» (реж. Станислав Моисеев). Буквально с первых мгновений зал сперва замер, затем раздался хохот, а к финалу зритель плакал вместе с главным героем. По воспоминаниям актёра на кульминационный момент в финале спектакля он видел в зале платочки — признак того, что исполнение тронуло зрителя.
Понимание произведения к Вертинскому пришло много позже, когда переосмыслил его через призму жизни драматурга — Стельмах писал пьесу о собственной жизни, в ней его близкие, его внутренние переживания и боль. Актёр признаётся, что спектакль остаётся для него загадкой и годы спустя.

## Награды и номинации
Только за первый год существования спектакля он стал участником ряда фестивалей и конкурсных показов. Сбор наград продолжился и после десятка лет после премьеры:
- 1999 — Премия «Киевская пектораль» в номинации «Лучшая мужская роль»[8]
- Гран-при на «Фестивале современной драматургии» за лучшее исполнение мужской роли (Одесса)
- Серебряная медаль Академии искусств Украины
- Гран-при фестиваля «Звезда» (Рига)
- Гран-при фестиваля «Армонно» (Ереван)
- Гран-при фестиваля «Вроцлавские театральные встречи» (Вроцлав)
- Диплом семинара «Пьеса для театра в пространстве 3-го тысячелетия» (Минск)
- Специальный приз фестиваля «Славянские встречи» (Брянск)
- 2005, май — Гран-при международного фестиваля в Латвие)[9]
- 2006 — Гран-при 39-го международного фестиваля моноспектаклей (Вроцлав, Польша)[9]

## Отзывы
Отзыв в польском издании отмечает, что «Украинский актер Олекса Вертинский проживает жизнь героя пьесы Яр. Стельмаха, как свою собственную. Артист мастерски и тонко переходит от стремительности первой половины пьесы, преисполненной всплесков юмора и парадоксов к трагическим нотам, заставляя зал замереть после взрывов смеха».

Режиссёр постановки Игорь Славинский плотно переплёл режиссёрскую идею с собственным художественным оформлением. Они, идея и сценография, лаконичны и выразительны. Акт творчества, как новое рождение. Всё, как в первый раз, с чистого листа. Писатель рождается и умирает с каждым своим творением.— Алла ПОДЛУЖНАЯ, рецензия в издании «Зеркало недели», 22.5.1998

Мне бы хотелось воспринимать его <Алексея Вертинского> как актёра, который играет в «Дяде Ване» и в «Синем автомобиле», когда его комизм и трагизм соединяется в единое целое. Мне так интереснее. Так глубже…— Станислав Моисеев, режиссёр

## Факты
- В шорт-лист номинации «Лучшая мужская роль» премии «Киевская пектораль» за 1998 год, кроме лауреата Алексея Вертинского, вошли Александр Гетманский (роль Стенли в спектакле «Елисейские поля в Нью-Орлеане», театр «Браво») и Александр Игнатуша (роль Галушки в спектакле «В степях Украины», театр на Подоле)[11]
- В одном из интервью Алексей Вертинский упоминает, что постановка пьесы Ярослава Стельмаха была своеобразной сделкой по финансированию министерством постановки Станислава Моисеева «Трагедии Гамлета, принца датского» (премьера состоялась в 2000 году)[5]
- Хлебосольная встреча артистов в Самаре закончилась исходом зрителя и хлопаньем стульев. Оказалось, что зритель был не предупреждён о том, что спектакль идёт на украинском языке.[6]